# Caloris-bassängen
Caloris-bassängen, också kallad Caloris Planitia, är en nedslagskrater på planeten Merkurius. Caloris-bassängen har en diameter på 1350 km, en av de största i solsystemet. Calor är latin för hetta och kratern har fått detta namn eftersom solen ligger nästan rakt över detta område varannan gång Merkurius passerar perihelion. Kratern är omgiven av bergskedjan Caloris Montes, en bergskedja som har 2 km höga toppar.

## Synlighet

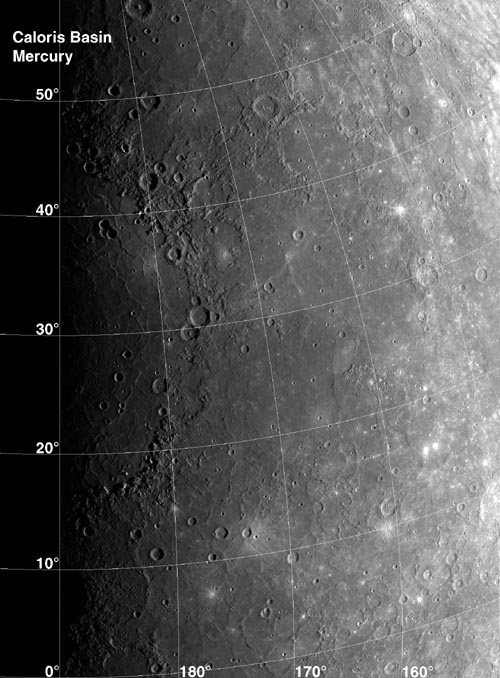
Caloris-bassängen fotograferad av Mariner 10. Caloris-bassängen befann sig vid terminatorn, linjen som delar planeten i dag och natt, när den upptäcktes av Mariner 10, så bara halva kratern var synlig.

Caloris-bassängen upptäcktes på fotografier tagna av Mariner 10 år 1974. Caloris-bassängen befann sig vid terminatorn, linjen som delar planeten i dess dag- och natt-hemisfärer, när den upptäcktes av Mariner 10, så bara halva kratern var synlig. När MESSENGER besökte planeten och tog sina först bilder på planeten kunde man se Caloris-bassängen i helhet.
Kratern är omkring 1350 km i diameter och den är omgiven av bergskedjan Caloris Montes, en bergskedja som har 2 km höga toppar. Innanför dessa berg finns kratergolvet. Kratergolvet är fyllt med stelnad lava ungefär som haven på månen. Utanför bergen finns material som slungades ut ur kratern när den bildades, detta material och en ring av små kratrar sträcker sig 1000 km utanför Caloris-bassängen.

### Jämförelse med Europa
Om en meteorid skulle träffa centrala Frankrike och skapa en krater av Caloris storlek, så skulle kratern och ett kringliggande upp till två kilometer tjockt lager av splitter täcka merparten av Europa. Sekundära kratrar av hela städers storlek skulle ärra kontinentens utkanter och mindre kratrar skulle uppstå så långt borta som i Ryssland, Turkiet och Nordafrika.

## Uppkomst
Himlakroppar i det inre solsystemet upplevde ett mycket häftigt bombardemang av stora stenar och klippor den första miljarden efter att solsystemet bildats. Meteoriden som skapade Caloris-bassängen måste ha slagit in i Merkurius efter att det mesta bombardemanget slutat. Det finns liknande nedslagskratrar på månen, till exempel Mare Imbrium och Mare Orientale, som troligen har bildats ungefär samtidigt.  Möjligen indikerar detta att det fanns en "topp" av stora nedslag mot slutet av de stora bombardemanget.

## Globala effekter

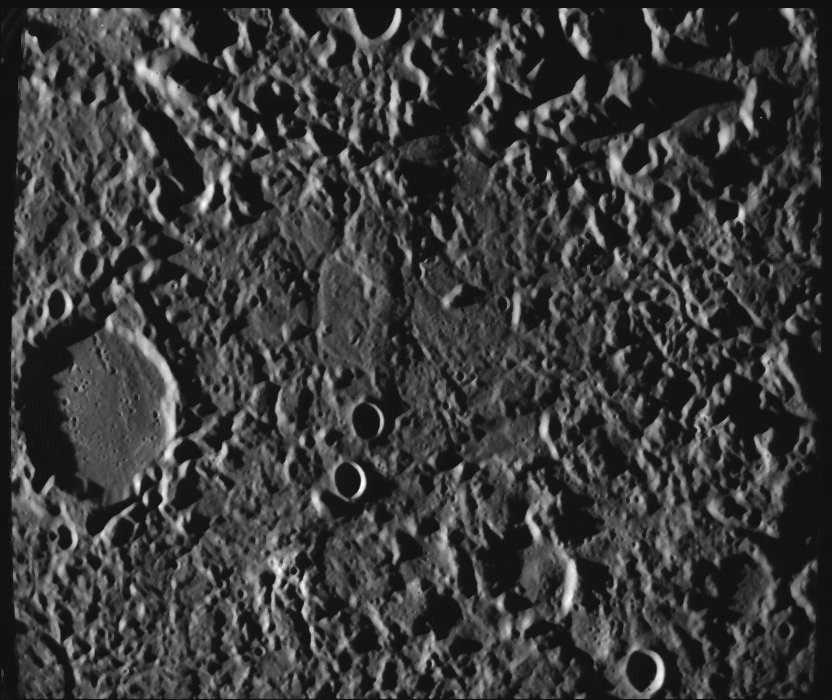
Den "bisarra terrängen" vid Caloris-bassängens antipod.

Det nedslag som skapade Caloris-bassängen var så kraftfullt att det orsakade lavautbrott och över 2 km höga och koncentriska ringar omkring kratern. Vid Caloris-bassängens antipod finns ett stort område med ovanlig och kullig terräng, känd som den "bisarra terrängen". En hypotes är att detta märkliga geologiska område skapades av chockvågor som genererades under nedslaget i Caloris-bassängen och färdades runt planeten. När de möttes vid nedslagets antipod så kolliderade de och skapade denna bisarra terräng.

## Spår av gas
Merkurius har en mycket tunn och liten atmosfär, som består av små mängder kväve och helium infångat ur solvinden, tillsammans med tyngre ämnen som natrium och kalium. I Caloris-bassängen har man funnit en betydande källa av natrium och kalium, vilket indikerar att sprickorna som skapades vid det gigantiska nedslaget gjorde att dessa gaser började sippra ut från planetens innandömen.